# Balneário Piçarras
Balneário Piçarras är en kommun i Brasilien.   Den ligger i delstaten Santa Catarina, i den södra delen av landet, 1 200 km söder om huvudstaden Brasília. Antalet invånare är 17 074.
I omgivningarna runt Balneário Piçarras växer i huvudsak städsegrön lövskog. Runt Balneário Piçarras är det tätbefolkat, med 493 invånare per kvadratkilometer.